# Star People '97
Star People '97 è un singolo del cantante britannico George Michael, estratto dall'album Older (1996) e pubblicato nel 1997.

## Tracce
1. Star People '97 – 5:42
2. Everything She Wants (MTV Unplugged) – 4:37
3. Star People (MTV Unplugged) – 6:01

## Classifiche
| Classifica (1997)              | Posizione massima |
| ------------------------------ | ----------------- |
| Australia                      | 51                |
| Austria                        | 37                |
| Belgio (Fiandre)               | 58                |
| Danimarca                      | 1                 |
| Europa                         | 5                 |
| Finlandia                      | 15                |
| Germania                       | 64                |
| Irlanda                        | 7                 |
| Italia                         | 8                 |
| Paesi Bassi                    | 40                |
| Regno Unito                    | 2                 |
| Spagna                         | 4                 |
| Stati Uniti (dance club)       | 1                 |
| Stati Uniti (dance/electronic) | 8                 |
| Svezia                         | 37                |
| Svizzera                       | 28                |